# Pseudathrips amseli
Pseudathrips amseli är en fjärilsart som beskrevs av Povolny 1981. Pseudathrips amseli ingår i släktet Pseudathrips och familjen stävmalar. Inga underarter finns listade i Catalogue of Life.